# Deutsches Fünfkampfabzeichen

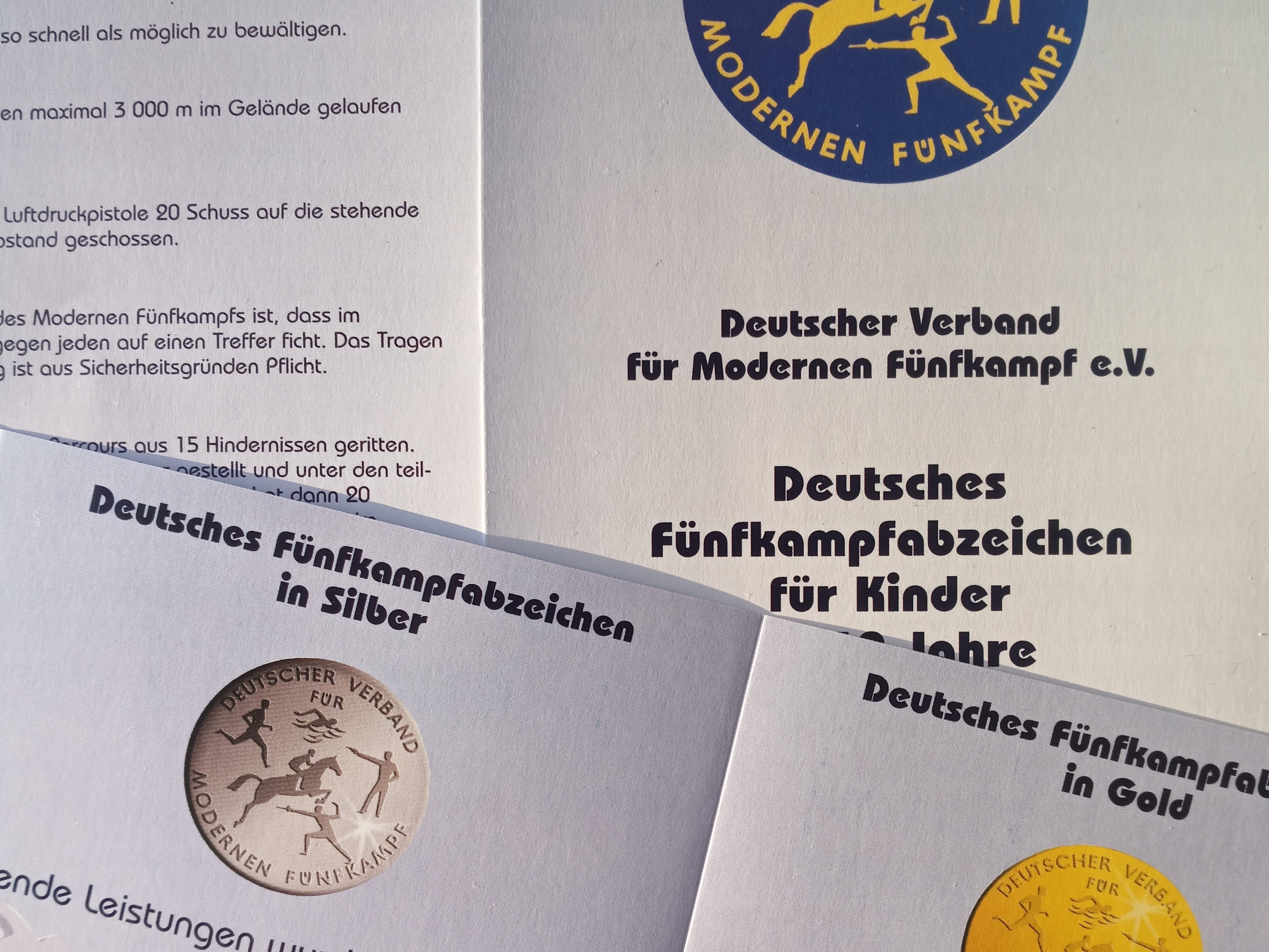
Deutsches Fünfkampfabzeichen

Das Deutsche Fünfkampfabzeichen ist ein Sportabzeichen, das vom Deutschen Verband für Modernen Fünfkampf bzw. von dessen Landesverbänden für Leistungen in Laufen und Schwimmen verliehen wird.

## Verleihungsrichtlinien
Das Fünfkampfabzeichen besteht aus den Disziplinen Laufen und Schwimmen, die Teil des Modernen Fünfkampfes sind. Nicht enthalten sind Schießen mit einer Laserpistole, Degenfechten und Springreiten bzw. Hindernis-Parcours. Die Anforderungen des Fünfkampfabzeichen umfassen damit die beiden Komponenten des Biathle, der von der Union Internationale de Pentathlon Moderne (UIPM), dem Weltverband für Modernen Fünfkampf, organisiert wird.
In den beiden Disziplinen müssen je nach Wettkampfklasse bestimmte Zeiten erbracht werden, um die Kategorien Bronze, Silber oder Gold zu erreichen. Für das Deutsche Fünfkampfabzeichen gibt es drei Wertungsklassen:
- Kinder bis 12 Jahre:  50 m Schwimmen und 800 m Laufen
- Jugendliche von 13 bis 17 Jahren: 100 m Schwimmen und 2000 m Laufen
- Erwachsene: 200 m Schwimmen und 2000 m Laufen für Frauen, bzw. 3000 m Laufen für Männer.

## Abnahmeberechtigung
Abnahmeberechtigt sind:
- Trainer und Übungsleiter in Sportvereinen im Bereich des DOSB
- Lehrkräfte aller Schularten, die Sportunterricht erteilen

## Anerkennung für das Deutsche Sportabzeichen
Durch Vorlage des Ausweises über das Deutsche Fünfkampfabzeichen gilt im Jahr der Ausstellung die Prüfung in der Disziplingruppe Ausdauer des Deutschen Sportabzeichens auf der Leistungsstufe Gold als erfüllt.